# Catenicella glabrosa
Catenicella glabrosa är en mossdjursart som beskrevs av William Roy Branch och Hayward 2005. Catenicella glabrosa ingår i släktet Catenicella och familjen Catenicellidae. Inga underarter finns listade i Catalogue of Life.